# Caroline van der Plas
Caroline van der Plas (nacida Carolina Ann Maria van der Plas, Cuijk, 6 de junio de 1967) es una periodista y política holandesa, diputada de la Cámara de Representantes de los Estados Generales desde 2021. Fue miembro de la CDA, que abandonó en 2019. Es la fundadora y líder del Movimiento Campesino-Ciudadano (BBB).

## Biografía
Van der Plas nació en Cuijk en 1967, de padre holandés y madre irlandesa. Su padre Wil van der Plas (1937-2014), era periodista deportivo y trabajó para el periódico regional Deventer Dagblad. Su madre Nuala Fitzpatrick es una política retirada de la Llamada Demócrata Cristiana (CDA) que fue concejal en el ayuntamiento de Deventer.
Como miembro de la CDA criticó reiteradamente que el partido no representara los intereses del sector agrario. Dejó el partido poco después de las elecciones regionales de 2019 y en respuesta a las protestas generalizadas de los agricultores de octubre fundó el partido Movimiento Campesino-Ciudadano (BBB).
El 17 de octubre de 2020, Van der Plas fue elegida por unanimidad lijsttrekker (candidata) del BBB. Su campaña para las elecciones general de 2021 se centró en reivindicaciones de los votantes agrarios incluida la propuesta de crear un "Ministerio para el campo" situado al menos 100 km alejado de La Haya y el levantamiento de la prohibición sobre neonicotinoides. El partido obtuvo un escaño en la Cámara de Representantes, que ocupó Van der Plas desde el 31 de marzo de 2021.

## Vida personal
Van der Plas vive en Deventer y tiene dos hijos. Su marido, Jan Gruben, murió en 2019 de cáncer de páncreas.